# Ґлодово-Велике
Ґлодово-Велике (пол. Głodowo Wielkie) — село в Польщі, у гміні Насельськ Новодворського повіту Мазовецького воєводства.
Населення — 124 особи (2011).
У 1975-1998 роках село належало до Цехановського воєводства.

## Демографія
Демографічна структура станом на 31 березня 2011 року:
|          | Загалом | Допрацездатний вік | Працездатний вік | Постпрацездатний вік |
| -------- | ------- | ------------------ | ---------------- | -------------------- |
| Чоловіки | 69      | 22                 | 37               | 10                   |
| Жінки    | 55      | 9                  | 28               | 18                   |
| Разом    | 124     | 31                 | 65               | 28                   |